# Acanthogyrus scomberomori
Acanthogyrus scomberomori är en hakmaskart som först beskrevs av Wang 1980.  Acanthogyrus scomberomori ingår i släktet Acanthogyrus och familjen Quadrigyridae. Inga underarter finns listade i Catalogue of Life.